# Channoidei
Channoidei vormen een onderorde van de Baarsachtigen (Perciformes).

## Taxonomie
Tot deze onderorde wordt de volgende familie gerekend:
- Channidae Fowler, 1934 (Slangenkopvissen)